# 福島県道32号柳津昭和線
福島県道32号柳津昭和線（ふくしまけんどう32ごう やないづしょうわせん）は、福島県河沼郡柳津町から大沼郡昭和村に至る県道（主要地方道）である。

## 概要
柳津町南部の郷戸地区から三島町の東端をかすめ、柳津町西山地区を経由し昭和村へ至る。昭和村から会津美里町を経由し中心都市である会津若松市へ至るルート上の国道401号博士峠が冬季閉鎖（2023年9月10日博士トンネルが開通したことにより冬季閉鎖は解消）されるため、冬期間に昭和村から会津若松市へ至る最短経路として機能するため整備が進められてきた。

### 路線データ
- 起点：河沼郡柳津町郷戸字古屋敷甲
- 終点：昭和村小野川（国道401号交点）
- 総延長：28.656 km
  - 実延長：総延長に同じ[1]

## 歴史
- 1971年6月26日 - 建設省告示第1069号が公布され、福島県道会津若松会津高田線、湯の上会津高田線の一部、田島金山線の一部、田島只見線の一部が主要地方道会津若松伊南線に指定される。
- 1976年4月1日 - 建設省告示第935号が公布され、福島県道小野川柳津線と会津若松伊南線の一部が主要地方道柳津昭和線に指定される。
- 1976年（昭和51年）11月16日 - 福島県によって現行の県道路線に認定される[2]。
- 1993年（平成5年）5月11日 - 建設省から、県道柳津昭和線が柳津昭和線として主要地方道に指定される[3]。

## 路線状況

### 重用路線
- 福島県道59号会津若松三島線（河沼郡柳津町湯八木沢 - 河沼郡柳津町黒沢字五舛蒔）

### バイパス
琵琶首バイパス（河沼郡柳津町）
当路線中最大の難所である琵琶首地区の獅子落と呼ばれる急勾配、悪線形の狭隘区間を改良するために事業化された。2007年11月29日、獅子落洞門、大谷滝沢橋を含む琵琶首1工区のうち全長1053.0mが開通し、2008年3月には芋小屋工区（全長300m）の拡幅も行われた。2011年12月10日に小谷滝橋を含む残る1,000mが開通した。しかしその前年の2010年5月、大沼郡金山町の国道400号玉梨スノーシェッドが落石により通行止めとなった際、冬期間の国道401号の迂回路としてだけでなく、国道400号の迂回路として利用されたことにより,琵琶首地区居平集落の狭隘区間において大型車の通行に困難が生じ、また交通量の増大により安全な通行に支障をきたしたため、緊急的に集落の東側にバイパス（琵琶首2工区。全長1,040m）の事業化がなされ、2年5か月という短期間で建設し2012年11月25日に開通した。琵琶首地区の改良事業の総延長は3,330mとなる。

### 道路施設

#### 橋梁
小野川橋
- 全長：74.1m
- 幅員：6.3m
- 竣工：1953年[7]

柳津町郷戸字中平丙から長〆丙に至り、一級水系阿賀野川水系只見川支流の滝谷川を渡る。橋上は上下対面通行で供用されているがセンターラインや歩道は設置されていない。
中野跨線橋
- 全長：19.8m
- 幅員：12.1m
- 竣工：1997年[7]

柳津町郷戸字上吹上丁から字岩下丁に至り、JR只見線をS字を描くように渡る。橋上は上下対面通行で供用され、上り線側に歩道が設置されている。
滝谷川橋
- 全長：149.1m
- 幅員：12.0m
- 竣工：1983年[8]

三島町滝谷字小舘山にて一級水系阿賀野川水系滝谷川を渡る。西詰は福島県道366号と合流する丁字路の突き当りに当たる。
新湯八木沢橋
- 全長：47.6m
- 幅員：8.0m
- 竣工：1988年[8]

柳津町湯八木沢字居平にて一級水系阿賀野川水系滝谷川を渡る。
上新田橋
- 全長：30.0m
- 幅員：10.0m
- 竣工：1990年[8]

柳津町湯八木沢から五畳敷に至り、一級水系阿賀野川水系滝谷川支流東川を渡る。
西山大橋（河沼郡柳津町）
北ノ沢橋
- 全長：36.0m
- 幅員：12.0m
- 竣工：1996年[8]

柳津町砂子原字北ノ沢にて、一級水系阿賀野川水系滝谷川支流北ノ沢を渡る。
松橋
- 全長：32.0m
- 幅員：8.0m
- 形式：PCポステンT桁橋
- 竣工：1986年度

柳津町黒沢字五枡蒔から胄中字松原に至り、一級水系阿賀川水系只見川支流の滝谷川を渡る。1935年に架けられた旧橋梁の老朽化と、幅員狭小のため交通の障害となっていたことから、1983年度より地方道橋梁整備事業により工区内の黒沢橋（全長13.0m）と同時に架け替えられた。総事業費は1億3900万円。
中ノ川橋
- 全長：120.0m
- 幅員：9.2m
- 竣工：1988年[8]

柳津町胄中字松原にて一級水系阿賀野川水系滝谷川を渡る。
堺橋
- 全長：35.6m
- 幅員：6.8m
- 竣工：1971年[8]

柳津町大成沢にて一級水系阿賀野川水系滝谷川を渡る。
博士沢橋
柳津町大成沢にて一級水系阿賀野川水系滝谷川支流博士沢を渡る。
小谷滝橋
- 全長：43.0m
- 幅員：6.0（8.0）m
- 形式：PC単純ポステンバルブT桁橋
- 竣工：2009年度
- 施工：渡辺興業

柳津町琵琶首字居平に位置し、一級水系阿賀野川水系滝谷川支流小谷滝沢を渡る。琵琶首バイパス第1工区整備に伴い緊急地方道整備事業として建設された。総工費は1億7千万円。すぐ下流側には1961年に架けられた旧道（現柳津町道大成沢小谷滝線）の小谷滝橋(全長4.0m)が架かる。
大滝谷沢橋
- 全長：10.8m
- 幅員：6.0（8.0）m
- 形式：PC単純プレテン床版桁橋
- 竣工：2003年度

柳津町琵琶首字居平に位置し、一級水系阿賀野川水系滝谷川支流の大滝谷沢を渡る。琵琶首バイパスの橋梁であり、獅子落洞門の北側坑口に隣接する。総工費は5800万円。

#### トンネル
湯八木沢トンネル（河沼郡柳津町）
- 全長：279.0m
- 幅員：6.0（8.5）m
- 高さ：4.5（5.95）m
- 工法：上部半断面先進工法
- 竣工：1981年12月
- 施工：大洋建設共同企業体[12][13]

柳津町湯八木沢に位置する。滝谷川左岸の断崖に沿う悪線形区間の解消のため、地方道改良事業として建設された。1979年11月7日に起工式が行われ、1981年12月15日に開通した。総工費は4億8500万円。
獅子落洞門
- 全長：733.0m
- 幅員：6.0（8.5）m
- 高さ：4.7m
- 工法：NATM工法（上半先進ベンチカット工法・機械掘削方式）
- 竣工：2007年2月
- 施工：大和・大石・滝谷特定建設工事共同企業体[12][4]

柳津町大成沢から琵琶首に至る。琵琶首バイパス建設に伴い緊急地方道整備事業として2002年度より建設された。2004年11月22日に起工式が行われ、2006年7月7日に貫通、2007年11月20日に開通した。総工費は21億2500万円。なお、国土地理院地図には琵琶首トンネルと記載されている。

## 地理

### 通過する自治体
- 河沼郡柳津町
- 大沼郡三島町
- 河沼郡柳津町
- 大沼郡昭和村

### 交差する道路
柳津町
- 国道252号（郷戸字古屋敷甲 起点）
- 福島県道345号郷戸滝谷停車場線（郷戸字居平丁）

三島町
- 福島県道366号滝谷桧原線（滝谷字小舘山）

柳津町
- 福島県道59号会津若松三島線 会津若松方面（湯八木沢）
- 福島県道59号会津若松三島線 三島町中心部方面（黒沢字五舛蒔）

昭和村
- 国道401号（小野川字根際 終点）

### 沿線にある施設など
- 西山温泉